# Rhetus dysonii
Rhetus dysonii is een vlindersoort uit de familie van de prachtvlinders (Riodinidae), onderfamilie Riodininae.
Rhetus dysonii werd in 1850 beschreven door Saunders.